# تشن لين
تشن لين (بالصينية: 陳琳) هي مغنية صينية، ولدت في 31 يناير 1970 في تشونغتشينغ في الصين، وتوفيت في 31 أكتوبر 2009 في بكين في الصين بسبب سقوط.

## وصلات خارجية
- تشن لين على موقع ميوزك برينز (الإنجليزية)
- تشن لين على موقع ديسكوغز (الإنجليزية)